# 599
599 (DXCIX) var ett normalår som började en torsdag i den julianska kalendern.

## Händelser

### Okänt datum
- Raedwald blir kung av East Anglia.
- Kineserna vinner kriget vid Ordos.
- Sasaniderna besegrar Jemen.
- Mayastaden Palenque besegras av Calakmul.

## Födda
- Kejsar Taizong av Tang
- Ali ibn Abi Talib

## Avlidna
- Taliesin, poet
- Hye av Baekje